# Larry Brown (escriptor)
William Larry Brown (9 de juliol de 1951 - 24 de novembre de 2004), va ser un escriptor de novel·les i relats de ficció, nascut i mort a Yocona (Mississipi, Estats Units), prop de la ciutat de Oxford.

## Biografia
Era fill de Leona Barlow Brown, funcionària de correus i propietària d'una tenda, i de Knox Brown, agricultor i veterà de la Segona Guerra Mundial. Els seus pares van influir a la seva obra: la seva mare el va inculcar la passió per la literatura, i les històries que li explicava el seu pare sobre la guerra van quedar reflectides als seus escrits.
Es va graduar a l'institut a Oxford (Mississipi), l'any 1969, però no va anar a la Universitat, optant per allistar-se als Marines per un període de dos anys. Allà va escoltar nombroses històries de veterans de la Guerra del Vietnam, que posteriorment reflectiria a la seva obra.
Va treballar com a pintor, llenyataire, netejador de catifes i fuster, abans d'entrar al Departament de Bombers de la ciutat de Oxford l'any 1973. El 1974 es va cassar amb Mary Annie Coleman, amb qui tindria tres fills.
Era un lector insaciable, i va començar a escriure, en les hores mortes que li deixava el seu treball de bomber. Al seu llibre Sobre el fuego, va explicar els seus problemes per dormir a la caserna de bombers, i com restava despert llegint i escrivint mentre els companys dormien. En aquells temps, va arribar a escriure cinc novel·les i molts relats, però cap no va assolir la publicació.
La primera publicació que va aconseguir va ser un relat aparegut a la revista «Easyriders», una revista per a motoristes. Va prendre classes d'escriptura a la Universitat de Mississipi. A partir de l'any 1990, després de la publicació dels seus primers llibres, va poder dedicar-se a temps complet a l'escriptura.
Brown va morir d'un atac de cor el 24 de novembre de 2004, als 53 anys, prop de Oxford (Mississipi).

## Estil literari
Brown era un enamorat de la natura i això resta evident a les descripcions. Però aquests moments, que fins i tot podrien denominar-se tendres, no deixen de ser una gota a un mar de duresa, tant de la història com dels personatges.
La seva obra es caracteritza per un realisme granulós, brut, amb violència tant implícita com explícita.
Ha estat comparat amb d'altres escriptors del sud dels Estats Units, com ara Cormac McCarthy, William Faulkner i John Cheever. A entrevistes i alguns assajos, el propi Brown reconeix haver estat influenciat per aquests escriptors i d'altres com Flannery O'Connor, Raymond Carver i Bonnie Jo Campbell. Brown també ha citat a músics contemporanis com Leonard Cohen.
Els seus personatges són bàsicament rednecks. Gent desesperada i resignada a la seva sort.

## Relats i contes
- Facing the Music. 1988. Edició en castellà: Dar la cara. Editorial Dirty Works.
- Big Bad Love. 1990. Edició en castellà: Amor malo y feroz. Editorial Bartleby.

## Novel·la
- Dirty Work. 1989. Edició en castellà: Trabajo sucio. Editorial Dirty Works.
- Joe. 1991. Edició en castellà: Joe. Editorial Dirty Works.
- Father and Son. 1996. Edició en castellà: Padre e hijo. Editorial Dirty Works.
- Fay. 2000. No traduïda.
- The Rabbit Factory. 2003. No traduïda.
- A Miracle of Catfish0. 2007. No traduïda.

## Narrativa autobiogràfica
- On Fire. 1993. Edició en castellà: Sobre el fuego. Editorial Dirty Works.

## Assaig
- Billy Ray's Farm: Essays from a Place Called Tula. 1991. No traduïda.

## Premis
- Mississippi Institute of Arts and Letters Award (1989).[9]
- Lila Wallace- Readers Digest Award.
- Mississippi's Governor's Award for Excellence in the Arts (2000).
- Southern Book Award for Fiction (2 veces, 1992 y 1997).

## Filmografia
- Big Bad Love. 2002. EUA. Dirigida per Arliss Howard. Protagonitzada per Arliss Howard i Debra Winger. Bassada en els relats de la obra del mateix nom.
- Joe. 2013. EUA. Dirigida per David Gordon Green. Protagonitzada per Nicolas Cage y Tye Sheridan. Bassada en la novel·la del mateix nom.
- The Rough South of Larry Brown. 2011. EUA. Documental dirigit per Gary hawkins, sobre la vida i obra de Larry Brown.